# Автошлях Т 2214
Автошлях Т2214 — автомобільний шлях місцевого значення, який є відгалуженням до Каховки з автошляху Р47. Загальна довжина — 3,8 км.